# V. S. Naipaul
Vidiadhar Surajprasad Naipaul, más conocido como V. S. Naipaul, (Chaguanas, colonia británica de Trinidad y Tobago, Indias Occidentales Británicas; 17 de agosto de 1932-Londres, Inglaterra; 11 de agosto de 2018) fue un escritor británico-trinitense que recibió el premio Nobel de Literatura en 2001.

## Biografía
Hijo de inmigrantes del norte de la India, sus abuelos habían abandonado las planicies del Ganges a fines del siglo XIX y al llegar a Trinidad se habían integrado en la pequeña comunidad de brahmanes, la casta de más alta jerarquía en el hinduismo, de la isla Trinidad y Tobago.
Su padre, Seepersad Naipaul, que tenía ambiciones literarias, consiguió trabajo como periodista en Puerto España, la capital de Trinidad y Tobago, gracias a lo cual entró a estudiar en el Queen's Royal College.
Vidia ganó una de las cuatro becas que ofrecía el gobierno colonial y a los 18 años se trasladó a Inglaterra para estudiar en la Universidad de Oxford, donde se licenció en arte en 1953.
Allí conoció, en febrero de 1952 a Patricia Hale, que era miembro de la Sociedad Dramática de la universidad. Naipaul consiguió un trabajo en la BBC a fines de 1954, y en enero del año siguiente, cuando contaban con 22 años de edad, Vidia y Patricia contrajeron matrimonio.
A pesar de que vivió con Patricia 41 años, hasta la muerte de esta de cáncer en 1996, el matrimonio no fue feliz en muchos aspectos, y Naipaul llegó a decir que su crueldad podría haberla matado. Naipaul recurría regularmente a los servicios de prostitutas en Londres, y más tarde tuvo una larga relación con Margaret Gooding.
Su esposa, desde la muerte de Patricia, fue Nadira Khannum Alvi, periodista durante una década del diario pakistaní The Nation, 30 años menor que él, musulmana, dos veces divorciada y con dos hijos: Maliha y Nadir.
Murió el 11 de agosto de 2018, a los 85 años.

## Estilo literario
Su obra se caracteriza por el análisis del mundo colonial. En particular, suele aludir a la existencia alienada de quienes se ven sometidos o involucrados en un ámbito que no les es propio.
La Academia Sueca lo premió por su recuperación de historias suprimidas, entre las cuales puede citarse a los indígenas de Trinidad, la población hindú de la isla que olvida el idioma de sus ancestros, los musulmanes de Trinidad que ignoran el origen de su apellido, la toponimia de Chaguanas, etc.
En síntesis, olvido y pérdida cultural por un lado y alienación por el otro son los temas tratados por Naipaul. Su obra abarca tanto novelas como ensayos y libros de viajes. 

### Obras
El sanador místico (The Mystic Masseur) es su primera novela. Se trata de una sátira acerca del ascenso social de alguien proveniente del ambiente rural e hindú de Trinidad. 
Los simuladores (The Mimic Men) es una novela en la cual se analiza una suerte de "esquizofrenia colonial" (ello según las propias palabras del autor en la conferencia brindada al recibir el premio Nobel).
The Middle Passage es un libro de viajes a través de Trinidad, Guyana, Surinam, Martinica y Jamaica, en la que el autor muestra la pobreza, chatura, alienación y racismo que advierte en las poblaciones de esos países. La idea central del relato es que todos estos países están constituidos por pobladores a los cuales se los privó de su cultura originaria, la cual no fue reemplazada por otra de tintes originales, sino que fue sustituida por una copia de otros modelos (el estadounidense en Trinidad, el francés en Martinica) o bien por una voluntad de reemplazar la cultura del colonizador, lo cual se muestra a través del idioma (abandono del neerlandés por un dialecto anglo-africano en Surinam) o bien de una utópica vuelta a África (es el caso del rastafarismo en Jamaica).
An Area of Darkness relata su primer viaje a la India. Es interesante en este libro el desánimo que expresa Naipaul y su análisis de la figura de Gandhi.
En La pérdida de El Dorado (The Loss of El Dorado), el autor estudia la evolución de la isla de Trinidad desde el descubrimiento, la vida indígena, pasando por la conquista inglesa. En un género literario original, que toma elementos de la novela y del ensayo histórico —realizado según los documentos obrantes en la British Library—, Naipaul desarrolla su tema habitual, el extrañamiento cultural, en un relato de gran interés literario e histórico.
Guerrilleros (Guerrillas) analiza la mala conciencia occidental respecto de los países del tercer mundo, la inadecuación y falsos objetivos de los proyectos de cooperación con los países en desarrollo y, en especial, desmitifica los procesos políticos poscoloniales.
Un recodo en el río (A Bend in the River) es una novela en la cual el protagonista es un musulmán, de raza hindú, nacido en un país ubicado en la costa oriental de África. Describe el tipo de vida existente entre los musulmanes del este de África, y la mudanza del personaje principal a un país en el centro del continente, donde se instala como comerciante. No se identifica al país, pero sí se hace saber que fue colonizado por Bélgica, y que existen luchas raciales en el seno del mismo. Posiblemente se esté haciendo una referencia al Congo. El libro está escrito con el trasfondo del ascenso de un nuevo presidente, el cual en un principio parece llevar el orden y el desarrollo al país, para luego culminar en un desenfreno totalitario y arcaizante. Es muy característico del autor el desarrollo de los personajes, muchos de los cuales son caracteres desarraigados que se debaten para formarse una identidad, lo cual muchas veces no logran sino que terminan actuando con un carácter que no les es propio. La novela juega constantemente con esta idea, recurriendo para ello a distintos simbolismos. Es muy notable el pesimismo sobre África que trasluce toda la obra.
Entre los creyentes (Among the Believers) es una crónica del viaje que realizó en 1979 por Pakistán, Irán, Malasia e Indonesia. Naipaul eligió estos países por ser tierras ajenas al nacimiento del islam, al cual él considera como inherente a la cultura árabe. Serían, según Naipaul, países que han renegado de su propia cultura para adoptar la religión de Mahoma. La tesis del libro consiste en que el renacimiento del islamismo como política no se habría debido a una fuerza interna, sino que habría consistido en una reacción a lo que denomina "la civilización universal". Naipaul consideró que estos países por una parte combatían la cultura materialista y moderna, mientras que por otro lado dependían de ella. Se trataría así de sociedades que pretenden aprovecharse de la técnica moderna, pero que rechazan la cultura que ha permitido desarrollarla. Naipaul desarrolla aquí ideas que se vinculan con una célebre conferencia suya ("Our Universal Civilization"), y que cimentarían su fama de ser antimusulmán y despectivo hacía los países en vías de desarrollo. Es interesante señalar que Naipaul se hallaba en Teherán cuando tuvo lugar la toma de rehenes en la embajada norteamericana, acontecimiento que es referido en este libro. 
A Turn in the South es una crónica que cubre los aspectos más sobresalientes de la vida del sur de los Estados Unidos. Las historias del libro se refieren a la decadencia de las familias aristocráticas del Sur, al ascenso de la población de raza negra, a las distintas religiones sureñas, describe a los denominados "rednecks", visita Graceland para brindar sus impresiones acerca de la mansión de Elvis Presley, nos da una idea de la cultura generada en torno al cultivo del tabaco, entre otras historias. Todas ellas tratan de hacer una síntesis que abarque al Sur como unidad cultural, desde sus orígenes hasta la actualidad. Paradójicamente, no hace ninguna descripción de Oxford ni se ocupa de la obra del gran escritor sureño William Faulkner, pero todo el libro tácitamente se refiere al mismo, dado que desde la prosa se ocupa de los mismos temas que Faulkner narró mediante la ficción. Se trata de un libro excelente para entender la atmósfera que rodea la obra de Faulkner, asemejándose a un análisis sociológico (de gran calidad) de la obra del autor nacido en Oxford.
Un camino en el mundo (A Way in the World) es una colección de ensayos y novelas cortas con la isla de Trinidad, su historia, su gente y el desgarramiento cultural como denominadores comunes.
India (India, a Million Mutinies Now) es una colección de relatos y reportajes realizados por Naipaul en su viaje a la India en 1990. Como telón de fondo se observa la modernización del subcontinente indio y su contraste con la sociedad tradicional. Los parias, los sijes, los tamiles, los brahmanes, la industria cinematográfica, los chiitas, son descritos en sus propios ambientes a través de las historias personales de distintos integrantes de dichas comunidades.

## Lista de obras

### Ficción
- El curandero místico (1957)
- The Suffrage of Elvira (1958)
- Miguel Street (1959)
- Una casa para Mr. Biswas (1961)
- Mr. Stone and the Knights Companion (1963)
- A Flag on the Island (1967)
- Los simuladores (1967)
- En un estado libre  (1971)
- Guerrillas (1975)
- Un recodo en el río (1979)
- Finding the Centre (1984)
- El enigma de la llegada (1987)
- Un camino en el mundo (1994)
- Media vida (2001)[9]
- Semillas mágicas (2004)

### No ficción
- The Middle Passage: Impressions of Five Societies - British, French and Dutch in the West Indies and South America (1962)
- An Area of Darkness (1964)
- La pérdida de El Dorado (1969)
- The Overcrowded Barracoon and Other Articles (1972)
- India (1977)
- A Congo Diary (1980)
- El regreso de Eva Perón y otras crónicas (1980)
- Among the Believers: An Islamic Journey (1981) (Entre los creyentes, De Bolsillo, Barcelona, 2011)
- A Turn in the South (1989)
- Leer y escribir (2000)